# Kerstin Kirst
Kerstin Kirst (* 19. August 1960) ist eine ehemalige Ruderin, die für die DDR dreimal Weltmeisterschaftszweite war.

## Sportliche Karriere
1978 siegte Kerstin Kirst im Doppelvierer bei den Junioren-Weltmeisterschaften.
1981 trat sie bei den Weltmeisterschaften in München mit Jutta Hampe an und gewann die Silbermedaille hinter Margerita Kokarewitsch und Antonina Machina aus der Sowjetunion. 1982 in Luzern siegten Jelena Bratischko und Antonina Machina vor Kerstin Kirst und Martina Schröter. Bei den Weltmeisterschaften 1983 in Duisburg belegte der Doppelvierer aus der DDR den zweiten Platz hinter dem Boot aus der UdSSR. Der Doppelvierer aus der DDR ruderte in der Besetzung Kerstin Kirst, Kerstin Pieloth, Cornelia Linse, Sylvia Schwabe und Steuerfrau Andrea Rost.
Die 1,73 m große Kerstin Kirst ruderte für den SC Berlin-Grünau. Sie war 1981 und 1983 DDR-Meisterin im Doppelvierer.